# Videografia de Claudia Leitte

A videografia da cantora brasileira Claudia Leitte, consiste em quarenta e um vídeos musicais (incluindo oito como artista convidada e seis lyric video, três álbuns de vídeos ao vivo e dois documentários em DVD. Seu primeiro vídeo intitulado "Exttravasa", foi divulgado em 2007, com divisão de créditos entre Leitte e a sua banda na época, Babado Novo. No ano seguinte, a Universal Music lança o primeiro álbum de vídeo ao vivo de Leitte, Ao Vivo em Copacabana, vendendo mais de 500 mil cópias no Brasil, certificado como disco de platina triplo pela Pro-Música Brasil. Esse álbum veio com dois discos, o primeiro servindo para o concerto gravado na praia de Copacabana em 17 de fevereiro de 2008 e o segundo servindo para o documentário "Meu Nome é Claudia Leitte", que mostra a transição de Leitte para a carreira solo, assim como seus últimos shows no comando da banda Babado Novo. Seu segundo álbum de vídeo, intitulado de Negalora: Íntimo, foi lançado pela Som Livre em 29 de agosto de 2012. O álbum contém um concerto nos estilos "intimista" e "acústico", exibindo uma faceta pouco conhecida de Leitte, conhecida por concertos agitados devido ao seu gênero musical raiz, o axé music. Seu terceiro álbum de vídeo, AXEMUSIC, celebra o gênero axé music, gênero que a tornou nacionalmente conhecida. Assim como o álbum anterior, foi lançado sob o selo da Som Livre, se diferenciando por ser o único lançado no formato de Blu-ray disc.

## Lista de videoclipes

### Como artista principal
| Canção                                                             | Ano  | Outro (s) Artista(s) | Diretor                     | Álbum                 | Notas                           |
| ------------------------------------------------------------------ | ---- | -------------------- | --------------------------- | --------------------- | ------------------------------- |
| "Exttravasa"                                                       | 2007 | —                    | Toth Brondi                 | Ao Vivo em Copacabana |                                 |
| "Exttravasa"                                                       | 2008 | Gabriel o Pensador   | LP Simonetti Inês Vergara   | Ao Vivo em Copacabana | ao vivo                         |
| "Pássaros"                                                         | 2008 | —                    | LP Simonetti Inês Vergara   | Ao Vivo em Copacabana | ao vivo                         |
| "Beijar na Boca"                                                   | 2008 | —                    | LP Simonetti Inês Vergara   | Ao Vivo em Copacabana | ao vivo                         |
| "Horizonte"                                                        | 2009 | —                    | LP Simonetti Inês Vergara   | Ao Vivo em Copacabana | não lançado                     |
| "As Máscaras (Se Deixa Levar)"                                     | 2010 | —                    | Toth Brondi                 | As Máscaras           |                                 |
| "As Máscaras (Se Deixa Levar)"                                     | 2010 | —                    | Toth Brondi                 | As Máscaras           | Versão Banco do Brasil          |
| "Famo$a"                                                           | 2010 | Travie McCoy         | Drico Mello                 | As Máscaras           |                                 |
| "As Máscaras (Se Deixa Levar) (South Africa '10 to Brasil '14) 3D" | 2010 | Lira                 | Warwick Allan               | Listen Up!            | não lançado                     |
| "Água"                                                             | 2011 | —                    | Pico Garcez                 | As Máscaras           |                                 |
| "Trilhos Fortes"                                                   | 2011 | —                    | LP Simonetti Inês Vergara   | As Máscaras           |                                 |
| "Bem Vindo Amor"                                                   | 2012 | —                    | Flavia Moraes               | Negalora: Íntimo      | ao vivo                         |
| "Magalenha"                                                        | 2012 | Sérgio Mendes        | Flavia Moraes               | Negalora: Íntimo      |                                 |
| "Largadinho"                                                       | 2013 | Anselmo Ralph        | Jihad Kahwajy               | Claudia Leitte - EP   |                                 |
| "Quer Saber?"                                                      | 2013 | Thiaguinho           | Ralph Strelow               | Axemusic - Ao Vivo    |                                 |
| "Claudinha Bagunceira"                                             | 2014 | —                    | Ralph Strelow               | Axemusic - Ao Vivo    | ao vivo                         |
| "Tarraxinha"                                                       | 2014 | Luiz Caldas          | Ralph Strelow               | Axemusic - Ao Vivo    | ao vivo                         |
| "Deusas do Amor"                                                   | 2014 | Ivete Sangalo        | Fred Ouro Preto             | —                     |                                 |
| "Dekole"                                                           | 2014 | J. Perry             | Davor Image                 | Axemusic - Ao Vivo    |                                 |
| "Talento"                                                          | 2014 | Michel Teló          | Babel Publicidade           | —                     |                                 |
| "Portuñol"                                                         | 2014 | Beto Perez           | Wigen                       | Sette: Promocional    |                                 |
| "Prontas pra Divar"                                                | 2015 | Ivete Sangalo        | Gabi Brites                 | —                     |                                 |
| "Cartório"                                                         | 2015 | Luan Santana         | Inês Vergara                | Sette                 |                                 |
| "Sinais"                                                           | 2015 | —                    | Inês Vergara                | Sette                 |                                 |
| "Corazón"                                                          | 2016 | Daddy Yankee         | Marcos Mello                | ASA                   |                                 |
| "Ricos de Amor"                                                    | 2016 | —                    | Alceu Neto                  | ASA                   | vídeo de animação               |
| "Taquitá"                                                          | 2017 | —                    | Mess Santos                 | ASA                   |                                 |
| "Baldin de Gelo"                                                   | 2017 | —                    | Mess Santos                 | ASA                   |                                 |
| "Carnaval"                                                         | 2018 | Pitbull              | Darren Craig                | ASA                   |                                 |
| "Pode Ter"                                                         | 2018 | —                    | Mess Santos                 | ASA                   |                                 |
| "Pode Ter Torcida"                                                 | 2018 | —                    | Fábio Silva                 | ASA                   |                                 |
| "Balancinho"                                                       | 2018 | —                    | Breno Pineschi Rafael Cazes | ASA                   |                                 |
| "Saudade"                                                          | 2019 | Hungria Hip Hop      | Chico Kertész               | ASA                   |                                 |
| "Um Milhão de Vezes"                                               | 2019 | —                    | Chico Kertész               | ASA                   | Vídeo vertical para o Instagram |
| "Matutinha"                                                        | 2019 | Mano Walter          | Chico Kertész Jana Leite    | ASA                   |                                 |
| "Saudade de Você"                                                  | 2019 | Filhos de Jorge      | Chico Kertész               | ASA                   |                                 |
| "Perigosinha"                                                      | 2020 | —                    | Chico Kertész               | Bandera Move          |                                 |
| "Rebolada Bruta"                                                   | 2020 | MC Zaac              | Chico Kertész               | Bandera Move          |                                 |
| "Rodou"                                                            | 2020 | Wesley Safadão       | Virtualive Tiago Silva      | Sol a Sol             |                                 |
| "Agradece"                                                         | 2021 | Natiruts             |                             |                       |                                 |

### Como artista convidada
| Canção                              | Ano  | Outro (s) Artista(s) | Diretor                                     | Álbum                    |
| ----------------------------------- | ---- | --- | ------------------------------------------- | ------------------------ |
| "Mesma Luz"                         | 2011 | Carol Celico | Sandra Sottile                              | Carol Celico             |
| "Samba"                             | 2011 | Ricky Martin | Flavia Moraes                               | Música + Alma + Sexo     |
| "We Are One (Ole Ola) (Olodum Mix)" | 2014 | Pitbull Jennifer Lopez | Ben Mor                                     | One Love, One Rhythm     |
| "Samba Rock com Dendê"              | 2014 | Ju Moraes | Mikael Mutti                                | Em Cada Canto Um Samba   |
| "O Amor Ta Aí"                      | 2015 | Neymar Jr. Alexandre Pires Thiaguinho Onze:20 Thaeme & Thiago Wesley Safadão Lucas Lucco Karen K Jane Santos Anitta Léo Santana | Daniel Romão Laércio da Costa André Abootre | —                        |
| "Eu Gosto"                          | 2017 | Dennis DJ | Mess Santos                                 | Professor da Malandragem |
| "Tô pro Crime (Um Perigo)"          | 2017 | Katê | Filipe Rodrigues                            | Experimenta              |
| "Bela do Baile"                     | 2017 | Durval Lélys Gileno Gomes | Mess Santos                                 | ASA                      |
| "Te Amo Tanto"                      | 2018 | Paolo |                                             | ASA                      |
| "Muévelo Boom Boom"                 | 2018 | Pitbull |                                             | ASA                      |

### Lyric video
| Canção                        | Ano  | Outro (s) Artista(s) | Diretor                          | Álbum              |
| ----------------------------- | ---- | -------------------- | -------------------------------- | ------------------ |
| "Quer Saber?"                 | 2013 | Thiaguinho           | Alceu Neto                       | Axemusic - Ao Vivo |
| "Dekole"                      | 2014 | J. Perry             | Alceu Neto                       | Axemusic - Ao Vivo |
| "Corazón"                     | 2015 | Daddy Yankee         | Alceu Neto                       | ASA                |
| "Shiver Down My Spine"        | 2015 | —                    | Alceu Neto                       | ASA                |
| "Taquitá"                     | 2016 | —                    | Alceu Neto                       | ASA                |
| "Lacradora"                   | 2017 | Maiara & Maraisa     | AE Digital                       | ASA                |
| "Vivo Só"                     | 2018 | Márcia Fellipe       | Eric Matheus Pio                 | ASA                |
| "Desembaça"                   | 2020 | —                    | Lucas Paixão Jangada Comunicação | Sol a Sol          |
| "Mulherão"                    | 2020 | —                    | Lucas Paixão Jangada Comunicação | Sol a Sol          |
| "Afrontosa"                   | 2020 | Dadá Boladão         | Lucas Paixão Jangada Comunicação | Sol a Sol          |
| "Desembaça (Vete de Mi Vida)" | 2020 | —                    | Lucas Paixão Jangada Comunicação | Sol a Sol          |

## Álbuns

### Álbuns de vídeo
| Ao Vivo em Copacabana                                                                  | - Lançamento: 11 de agosto de 2008 - Formatos: DVD, download digital - Gravadora: Universal Music             | 1 | - : 500.000 | - : 3× Platina |
| Negalora: Íntimo                                                                       | - Lançamento: 29 de agosto de 2012 - Formatos: DVD, CD/DVD - Gravadora: Som Livre                             | 3 | - : 500.000 |                |
| Axemusic - Ao Vivo                                                                     | - Lançamento: 16 de janeiro de 2014 - Formatos: DVD, CD/DVD, blu-ray, download digital - Gravadora: Som Livre | 2 | - : 120.000 |                |
| Macaco Sessions: Claudia Leitte                                                        | - Lançamento: 2 de novembro de 2019 - Formatos: streaming - Gravadora: Macaca Gordo                           |   |             |                |
| "—" denota álbuns que não entraram nas paradas musicais ou não foram lançados no país. | |   |             |                |

### Documentários
| Título                                            | Detalhes                                                                        | Nota |
| ------------------------------------------------- | ------------------------------------------------------------------------------- | --- |
| Ao Vivo em Copacabana / Meu Nome é Claudia Leitte | - Lançamento: 11 de agosto de 2008 - Formatos: DVD - Gravadora: Universal Music | - O documentário Meu Nome é Claudia Leitte vem no segundo disco do DVD duplo Ao Vivo em Copacabana. O documentário mostra a transição da carreira de Claudia Leitte do Babado Novo para a carreira solo. |
| Trilhos Fortes                                    | - Lançamento: 29 de março de 2012 - Formatos: DVD - Gravadora: Sony Music       | - O documentário Trilhos Fortes foi lançado em DVD em uma tiragem limitada de 500 cópias. Foi distribuída para os 500 primeiros usuários que completassem o álbum de figurinhas virtual de Claudia Leitte. O documentário mostra a relação de Claudia Leitte com sua família e a sua vida nos palcos e trios elétrico. |
| Claudia Leitte: Carnaval Queen                    | - Lançamento: 06 de fevereiro de 2018 - Formatos: Streaming                     | - Mini documentário feito pelo Tidal sobre a carreira de Claudia Leitte. |
| Carnaval Claudia Leitte: We Can Do It             | - Lançamento: 15 de março de 2021 - Formatos: Streaming                         | - "Carnaval Claudia Leitte: We Can Do It" foi lançado no Youtube, no canal da cantora. O documentário mostra os bastidores do carnaval 2020. |

## Filmografia
Televisão
| Ano           | Programa                   | Personagem       | Nota                                           |
| ------------- | -------------------------- | ---------------- | ---------------------------------------------- |
| 2007          | Estúdio Coca-Cola          | Ela mesma        | Episódio: 'Babado Novo & CPM 22                |
| 2008          | Família MTV                | Ela mesma        | Episódio: Claudia Leitte; Documentário         |
| 2009          | Uma Hora de Sucessos       | Ela mesma        | Episódio Claudia Leitte                        |
| 2009          | Malhação                   | Ela mesma        | 3 capítulos                                    |
| 2009          | Tudo é Possível            | Apresentadora    | Apresentadora no programa especial de Ano-Novo |
| 2009          | Temporada de Moda Capricho | Ela mesma        | 1ª temporada, episódio 13                      |
| 2012          | Superbonita                | Apresentadora    | 13ª temporada                                  |
| 2012–2019     | The Voice Brasil           | Jurada / Técnica | Reality show musical                           |
| 2018–presente | The Voice Kids             | Jurada / Técnica | Reality show musical                           |
| 2021          | Esporte Espetacular        | Entrevistadora   |                                                |

Cinema
| Ano  | Filme                          | Personagem   | Nota                                     |
| ---- | ------------------------------ | ------------ | ---------------------------------------- |
| 2011 | Bahêa Minha Vida               | Ela mesma    | Documentário sobre o Esporte Clube Bahia |
| 2011 | Carros 2                       | Carla Veloso | Dublagem                                 |
| 2017 | Axé: Canto do Povo de um Lugar | Ela mesma    | Documentário                             |

Documentários
| Ano  | Título                                | Notas                                                                      |
| ---- | ------------------------------------- | -------------------------------------------------------------------------- |
| 2008 | Meu Nome é Claudia Leitte             | Documentário sobre a transição de Claudia Leitte para a sua carreira solo. |
| 2012 | Trilhos Fortes                        | Documentário sobre a vida de Claudia Leitte nos palcos e fora dos palcos.  |
| 2018 | Claudia Leitte: Carnaval Queen        | Mini documentário feito pelo Tidal sobre a carreira de Claudia Leitte.     |
| 2021 | Carnaval Claudia Leitte: We Can Do It | O documentário mostra os bastidores do carnaval 2020.                      |